# Rozlîva, Novomîrhorod
Rozlîva (în ucraineană Розлива) este un sat în comuna Iosîpivka din raionul Novomîrhorod, regiunea Kirovohrad, Ucraina.

## Demografie
Componența lingvistică a localității Rozlîva
     Ucraineană (95,95%)
     Rusă (1,35%)
     Română (1,35%)
Conform recensământului din 2001, majoritatea populației localității Rozlîva era vorbitoare de ucraineană (95,95%), existând în minoritate și vorbitori de rusă (1,35%) și română (1,35%).